# Bruce Myers
Pour les articles homonymes, voir Myers.
Bruce Myers est un acteur et metteur en scène britannique né le 12 avril 1942 à Radcliffe en Angleterre et mort le 15 avril 2020 à Paris.

## Biographie
Principalement actif au théâtre, Bruce Myers est notamment apparu dans de nombreuses mises en scène de Peter Brook, avec qui il a collaboré à partir du début des années 1970.

## Filmographie
- 1970 : Terre brûlée (No Blade of Grass) : Bill Riggs
- 1979 : Rencontres avec des hommes remarquables (Meetings with Remarkable Men) : Yelov
- 1979 : Mesure pour mesure (TV) : Angelo
- 1980 : La Malédiction de la vallée des rois (The Awakening) : Dr. Khalid
- 1981 : Eaux profondes de Michel Deville : Cameron
- 1982 : Casting
- 1983 : Dorothée, danseuse de corde (TV) : Georges
- 1985 : Prime Risk : adolescent dans le parking
- 1985 : Le Génie du faux (TV)
- 1988 : L'Insoutenable Légèreté de l'être (The Unbearable Lightness of Being) : l’éditeur Tchèque
- 1989 : Le Mahâbhârata (The Mahabharata) (feuilleton TV) : Ganesha / Krishna
- 1989 : La Révolution française : Couthon (segment Les Années terribles)
- 1990 : Présumé dangereux : Andreï Sletotchkine
- 1990 : Henry et June (Henry & June) : Jack
- 1992 : Toutes peines confondues : Scandurat
- 1993 : Le Tailleur autrichien : Franz Reichert
- 1993 : La Joie de vivre : Karl
- 1993 : Fausto : Roger
- 1994 : B comme Bolo (TV) : Lucien Salomé
- 1994 : No Man's Land (TV) : Walter Dix
- 1994 : Les Leçons de la vie (The Browning Version) : Dr. Rafferty
- 1994 : Nostradamus : professeur
- 1995 : Associations de bienfaiteurs (feuilleton TV) : Georges
- 1996 : Quai n°1 - Episode "Les Compagnons de la Loco" (téléfilm) : Villard
- 1997 : La Mondaine : Maryline (TV) : Allen
- 1998 : Disparus : Man Ray
- 1998 : The Governess : père de Rosina
- 1998 : Que la lumière soit ! : le rabbin
- 1998 : Louise (take 2) : le vagabond
- 2002 : The Tragedy of Hamlet (TV) : Polonius / le fossoyeur
- 2002 : Un monde presque paisible : Roi de la forêt / vieux tailleur
- 2004 : Frères : François, le père
- 2005 : Le Petit Lieutenant : l’Anglais
- 2011 : Page Eight (TV) : Joseph Pierpan

## Théâtre
- 1974 : Timon d'Athènes de William Shakespeare, mise en scène Peter Brook, Théâtre des Bouffes du Nord
- 1975 : Les Iks de Colin Turnbull, mise en scène Peter Brook, Théâtre des Bouffes du Nord
- 1978 : Mesure pour mesure de William Shakespeare, mise en scène Peter Brook, Théâtre des Bouffes du Nord
- 1979 : La Conférence des oiseaux d’après Farid Al-Din Attar, mise en scène Peter Brook, Festival d'Avignon, Théâtre des Bouffes du Nord
- 1979 : L'Os de Mor Lam de Birago Diop, mise en scène Peter Brook, Théâtre des Bouffes du Nord
- 1979 : Un Dibbouk pour deux personnes pièce écrite par Shalom Anski.
- 1981 : La Tempête de William Shakespeare, mise en scène François Barthélemy, Jean-Michel Déprats, François Marthouret, Théâtre Gérard Philipe
- 1981 : Titus Andronicus de William Shakespeare, mise en scène Bruno Boëglin, Festival d’Avignon, Théâtre national de Strasbourg
- 1985 : Le Mahâbhârata, mise en scène Peter Brook, Festival d'Avignon
- 1990 : La Tempête de William Shakespeare, mise en scène Peter Brook, Théâtre des Bouffes du Nord
- 1998 : Je suis un phénomène d'après Une prodigieuse mémoire d'Alexander Luria, mise en scène Peter Brook
- 2000 : Hamlet de William Shakespeare, mise en scène Peter Brook
- 2003 : Oncle Vania d'Anton Tchekhov, mise en scène Julie Brochen, Théâtre de l'Aquarium Festival d'automne à Paris
- 2004 : Oncle Vania d'Anton Tchekhov, mise en scène Julie Brochen, Théâtre national de Strasbourg, Théâtre de Nîmes
- 2006 : La Marquise d'O d'Heinrich von Kleist, mise en scène Lukas Hemleb, Comédie de Valence, Le Cratère Alès
- 2007 : La Marquise d'O d'Heinrich von Kleist, mise en scène Lukas Hemleb, Maison de la Culture de Bourges, Maison de la Culture d'Amiens, Théâtre Gérard Philipe, tournée
- 2009 : Love is my sin de William Shakespeare, mise en scène Peter Brook, Théâtre des Bouffes du Nord